# Classe Trieux
I Bâtiments de Débarquement de Chars – BDC (o classe Trieux dal nome dell'unità capoclasse) sono stati 5 Landing Ship Tank della Marine nationale, costruiti tra il 1958 e il 1961.

## Storia
Dopo la seconda guerra mondiale diverse navi da guerra anfibia statunitensi furono trasferiti alla Marine nationale, tra cui: 1 LSD (Foudre), 11 LST (classe Laïta), 11 (o 12) LSM e numerosi mezzi da sbarco. Queste navi costituirono l'ossatura delle Forces Maritimes en Extrême-Orient e furono impiegate durante la guerra d'Indocina.
Dopo la guerra d'Indocina, le LSM sono ritirate; mentre le LST restano in servizio fino all'inizio degli anni 1960 e partecipano alla guerra d'Algeria. Già dalla fine degli anni 1950, si cominciò a programmare la sostituzione degli LST, con una nuova serie di navi, di produzione francese.
La costruzione di 5 nuove Landing Ships Tank (in francese: Bâtiments de débarquements de chars – BDC) fu affidata a due cantieri navali privati, gli Ateliers et Chantiers de Bretagne a Nantes e gli Ateliers et chantiers de la Seine-Maritime a Le Trait. Le 5 navi furono battezzate con i nomi di cinque fiumi costieri francesi: Argens, Bidassoa, Blavet, Dives e Trieux.
La Trieux è la prima di una serie di cinque navi ed è anche la prima nave di questo tipo (LST) costruita in Francia. La Trieux (insieme ad altre navi) ha partecipato al rimpatrio di più di 17.000 persone dall'Algeria verso la Métropole. La Trieux è stata operativa dal 1964 al suo ritiro in Polinesia francese, assegnata al Centre d'Expérimentation du Pacifique, con porto base a Papeete.
La Argens (insieme ad altre navi) ha partecipato al rimpatrio di più di 17.000 persone dall'Algeria verso la Métropole. La Argens è stata operativa dal 1964 al 1967 in Polinesia francese, assegnata al Centre d'Expérimentation du Pacifique, con porto base a Papeete. Dal 1967 è stata assegnata alla Force Amphibie d'Intervention a Lorient e poi dal 1969 al suo ritiro è stata assegnata al PREMAR poi ALESCMED a Tolone.
La Blavet (insieme ad altre navi) ha partecipato al rimpatrio di più di 17.000 persone dall'Algeria verso la Métropole. La Blavet è stata operativa dal 1964 al suo ritiro in Polinesia francese, assegnata al Centre d'Expérimentation du Pacifique, con porto base a Papeete. Nel 1984 un incendio conduce al ritiro anticipato della nave, sarà affondata da un Exocet al largo di Tahiti nel 1988.
La Dives (insieme ad altre navi) ha partecipato al rimpatrio di più di 17.000 persone dall'Algeria verso la Métropole. Nel luglio 1961, ha partecipato alla crisi di Biserta. La Dives è stata operativa dal 1965 al 1978 in Polinesia francese, assegnata al Centre d'Expérimentation du Pacifique, con porto base a Papeete. Dal 1979 al suo ritiro è stata basata a Tolone ed operativa nel Mar Mediterraneo, partecipa alla missione UNIFIL.
La Bidassoa è stata basata a Lorient e poi a Tolone. Nel corso della sua carriera ha partecipato a diverse missioni in Tunisia, Algeria, Libano, Costa d'Avorio, Camerun, Madagascar e la Réunion. Nel settembre 1989 la Bidassoa è affondata nel corso di un'esercitazione nel mare d'Iroise.

## Unità
| Nome     | Pennant | Cantiere    | Impostato  | Varato     | In servizio | Fuori servizio | Note                                                         |
| -------- | ------- | ----------- | ---------- | ---------- | ----------- | -------------- | ------------------------------------------------------------ |
| Trieux   | L9007   | ACB, Nantes | 25/04/1958 | 06/12/1958 | 18/03/1960  | 05/12/1988     | 1991 : Demolito a Singapore                                  |
| Argens   | L9003   | ACB, Nantes | 10/07/1958 | 11/04/1959 | 27/06/1960  | 04/12/1985     | St Mandrier : in attesa di demolizione                       |
| Blavet   | L9009   | ACB, Nantes | 19/01/1959 | 16/01/1960 | 01/01/1961  | 15/09/1986     | 06/09/1988 : Affondato (obiettivo di tiro) a Tahiti          |
| Dives    | L9008   | Le Trait    | 07/08/1959 | 28/06/1960 | 14/04/1961  | 21/04/1986     | St Mandrier : in attesa di demolizione                       |
| Bidassoa | L9004   | Le Trait    | 30/01/1960 | 29/12/1960 | 01/10/1961  | 06/04/1987     | 19/09/1989 : Affondato (obiettivo di tiro) nel mare d'Iroise |